# Сила бажання
«Сила бажання» (порт. A Força do Querer) — бразильський телесеріал 2017 р. у жанрі криміналу, драми та створений компанією TV Globo. В головних ролях — Жуліана Паес, Паола Олівейра, Ізіс Вальверде, Еміліу Дантас, Родріго Ломбарді, Марко Пігоссі, Фіук.
Перша серія вийшла в ефір 3 квітня 2017 року.
Серіал має 1 сезон. Завершився 172-м епізодом, який вийшов у ефір 21 жовтня 2017 року.
Режисер серіалу — Педру Васконселос, Рожеріо Гоміш.
Сценарист серіалу — Глорія Перез.

## Сюжет
Кайо — юрист за освітою, перестає управляти однією з найбільших компаній Бразилії — Garcia, коли Бібі розриває з ним стосунки. Не озираючись ні на що, він їде з Ріо-де-Жанейро до США. Через 15 років Каю розуміє, що настав час повернутися до Бразилії. Він має можливість зростати і процвітати на своїй посаді, пов'язаній із судовим провадженням, це знову зведе його з Бібі, яка вже пов'язала своє життя з криміналом.
Зека закохується в спокусливу, впевнену в собі Рітінью, яка грає роль русалки і насправді вірить, що вона є нею.

## Актори та ролі

### Головний акторський склад
| Актор                  | Роль                                                         |
| ---------------------- | ------------------------------------------------------------ |
| Жуліана Паес           | Фабіана Дуарте Фейтоса (Бібі / Бібі Перігоса) / Сорая Гуедес |
| Еміліу Дантас          | Рубіньо / Налдо                                              |
| Родріго Ломбарді       | Кайо                                                         |
| Паола Олівейра         | Джейза                                                       |
| Марко Пігоссі          | Зека                                                         |
| Ізіс Вальверде         | Рітінья                                                      |
| Фіук                   | Рой                                                          |
| Керол Дуарте           | Івана / Іван                                                 |
| Ден Стулбак            | Еудженіо Гарсія                                              |
| Марія Фернанда Кандідо | Джойзі                                                       |
| Лілія Кабрал           | Сільвана                                                     |
| Умберто Мартінс        | Еуріко Гарсія                                                |
| Дебора Фалабелла       | Ірен / Соланж Ліма                                           |
| Елізанджела            | Аврора                                                       |
| Зезе Полесса           | Едіналва                                                     |
| Тоніко Перейра         | Абель                                                        |
| Едсон Селуларі         | Дантас                                                       |
| Бруна Лінзмаєр         | Сібелла                                                      |
| Жуліана Паїва          | Сімоні                                                       |
| Сілверо Перейра        | Нонато / Еліс Міранда                                        |
| Маріана Ксав'є         | Ебігейл (Біга)                                               |
| Тотія Мейреліш         | Еленінья                                                     |
| Жуан Камарго           | Джункейра                                                    |
| Отон Баштуш            | Гарсія                                                       |
| Бетті Фаріа            | Ельвіра                                                      |
| Джонатан Азеведу       | Сабіа                                                        |
| Лучі Перейра           | Назарет                                                      |
| Жизель Фроес           | Кандіда                                                      |
| Карла Кареніна         | Діта                                                         |
| Клаудія Мелло          | Зулейде (Зу)                                                 |
| Дандара Маріана        | Марільда                                                     |
| Карла Діас             | Каріне                                                       |
| Бетті Гофман           | Джейсі                                                       |
| Марія Клара Спінеллі   | Мірацелі (Міра)                                              |
| Дріко Алвес            | Юрій                                                         |
| Габріел Боржонжино     | Рікі                                                         |
| Педро Нерсесян         | Амаро                                                        |
| Ілка МарІя             | Алесія                                                       |
| Люсі Рамос             | Лейла                                                        |
| Раул Газолла           | Аллан                                                        |
| Луа Бланко             | Аніта                                                        |
| Диг Дутра              | Рошель                                                       |
| Антоніу Карлус         | Гуто                                                         |
| Жуан Браво             | Деде / Юрій                                                  |

### Актори другого плану
| Актор                   | Роль                  |
| ----------------------- | --------------------- |
| Фафа де Белем           | Альмерінда («Мере»)   |
| Люсі Рамос              | Лейла                 |
| Бенкі Піяко             | Ашанінка              |
| Жуан Сабія              | Бото                  |
| Марчелло Айрольді       | Леандро               |
| Еріка Паес              | себе                  |
| Жандір Феррарі          | Амілкер               |
| Роза Малагета           | Нейді                 |
| Гільєрме Вебер          | Дуглас Салданха       |
| Алехандро Клаво         | Вітор                 |
| Гільєрме Дуарте         | Денілсон Перейра Орта |
| Шанде Валуа             | Зека (молодий)        |
| Естер Яблонскі          | Єва Маркондес         |
| Еднелза Сахдо           | Шейроза               |
| Тарсо Брант             | себе                  |
| Діого Ногейра           | себе                  |
| Шанде де Піларес        | себе                  |
| Уеслі Сафадау           | себе                  |
| Nego do Borel           | себе                  |
| Марілія Мендонса        | себе                  |
| Джейн ді Кастро         | себе                  |
| Антоніу Родріґу Ноґейра | себе                  |
| Рожеріо Мінотуро        | себе                  |
| Mosquito                | себе                  |
| Елімар Сантос           | себе                  |
| Жозе Альдо              | себе                  |
| Педро Риззо             | себе                  |
| Joelma                  | себе                  |
| Нельсон Сарженту        | себе                  |
| Паблло Віттар           | себе                  |
| Лія Софія               | себе                  |
| Дона Онете              | себе                  |
| Alcione                 | себе                  |
| Крістіані Сантус        | себе                  |
| Маріо Ямасакі           | себе                  |
| Каріна Дамм             | себе                  |
| Луччі Феррейра          | Вернек                |

## Сезони
| Сезон | Епізоди | Епізоди | Оригінальний показ | Оригінальний показ | Оригінальний показ |
| Сезон | Епізоди | Епізоди | Перший показ       | Останній показ     | Мережа             |
| ----- | ------- | ------- | ------------------ | ------------------ | ------------------ |
| 1     | 172     | 172     | 3 квітня 2017      | 21 жовтня 2017     | TV Globo           |

## Аудиторія
| Сезон | Розклад     | Епізоди | Перший ефір        | Перший ефір    | Останній ефір       | Останній ефір  | Середня кількість глядачів (бали) |
| Сезон | Розклад     | Епізоди | Дата               | Глядачі (бали) | Дата                | Глядачі (бали) | Середня кількість глядачів (бали) |
| ----- | ----------- | ------- | ------------------ | -------------- | ------------------- | -------------- | --------------------------------- |
| 1     | Пн–Сб 21:15 | 172     | 3 квітня 2017 року | 33             | 21 жовтня 2017 року | 50             | 36                                |

## Рейтинги серій

### Сезон 1 (2017)
| Тиждень                  | Дата                     | Дата                     | День тижня               | День тижня               | День тижня               | День тижня               | День тижня               | День тижня               | Середній рейтинг за тиждень (бали) |
| Тиждень                  | початку тижня            | закінчення тижня         | понеділок                | вівторок                 | середа                   | четвер                   | п'ятниця                 | субота                   | Середній рейтинг за тиждень (бали) |
| 01                       | 03/04                    | 08/04/2017               | 33                       | 33                       | 30                       | 31                       | 30                       | 26                       | 30.5                               |
| 02                       | 10/04                    | 15/04/2017               | 33                       | 33                       | 29                       | 32                       | 30                       | 26                       | 30.5                               |
| 03                       | 17/04                    | 22/04/2017               | 32                       | 32                       | 30                       | 31                       | 29                       | 29                       | 30.5                               |
| 04                       | 24/04                    | 29/04/2017               | 34                       | 31                       | 31                       | 34                       | 32                       | 28                       | 31.7                               |
| 05                       | 01/05                    | 06/05/2017               | 34                       | 34                       | 30                       | 32                       | 30                       | 30                       | 31.7                               |
| 06                       | 08/05                    | 13/05/2017               | 31                       | 34                       | 30                       | 33                       | 32                       | 27                       | 31.2                               |
| 07                       | 15/05                    | 20/05/2017               | 32                       | 32                       | 31                       | 34                       | 34                       | 28                       | 31.8                               |
| 08                       | 22/05                    | 27/05/2017               | 36                       | 35                       | 31                       | 34                       | 31                       | 29                       | 32.7                               |
| 09                       | 29/05                    | 03/06/2017               | 33                       | 36                       | 32                       | 35                       | 34                       | 31                       | 33.5                               |
| 10                       | 05/06                    | 10/06/2017               | 35                       | 37                       | 32                       | 34                       | 33                       | 29                       | 33.3                               |
| 11                       | 12/06                    | 17/06/2017               | 33                       | 35                       | 31                       | 33                       | 31                       | 28                       | 31.8                               |
| 12                       | 19/06                    | 24/06/2017               | 36                       | 38                       | 32                       | 36                       | 33                       | 26                       | 33.5                               |
| 13                       | 26/06                    | 01/07/2017               | 36                       | 37                       | 30                       | 37                       | 34                       | 32                       | 34.3                               |
| 14                       | 03/07                    | 08/07/2017               | 36                       | 37                       | 34                       | 37                       | 35                       | 31                       | 35.0                               |
| 15                       | 10/07                    | 15/07/2017               | 38                       | 37                       | 34                       | 38                       | 35                       | 33                       | 35.8                               |
| 16                       | 17/07                    | 22/07/2017               | 36                       | 38                       | 34                       | 39                       | 36                       | 34                       | 36.2                               |
| 17                       | 24/07                    | 29/07/2017               | 41                       | 41                       | 34                       | 39                       | 36                       | 33                       | 37.3                               |
| 18                       | 31/07                    | 05/08/2017               | 38                       | 39                       | ##                       | 38                       | 38                       | 34                       | 37.4                               |
| 19                       | 07/08                    | 12/08/2017               | 38                       | 39                       | 35                       | 40                       | 36                       | 32                       | 36.7                               |
| 20                       | 14/08                    | 19/08/2017               | 39                       | 40                       | 35                       | 41                       | 38                       | 35                       | 38.0                               |
| 21                       | 21/08                    | 26/08/2017               | 42                       | 41                       | 34                       | 41                       | 37                       | 33                       | 38.0                               |
| 22                       | 28/08                    | 02/09/2017               | 41                       | 42                       | 40                       | 37                       | 38                       | 36                       | 39.0                               |
| 23                       | 04/09                    | 09/09/2017               | 41                       | 42                       | 42                       | 33                       | 38                       | 32                       | 38.0                               |
| 24                       | 11/09                    | 16/09/2017               | 44                       | 43                       | 37                       | 43                       | 39                       | 36                       | 40.3                               |
| 25                       | 18/09                    | 23/09/2017               | 42                       | 43                       | 36                       | 42                       | 41                       | 35                       | 39.8                               |
| 26                       | 25/09                    | 30/09/2017               | 42                       | 44                       | 36                       | 44                       | 40                       | 37                       | 40.5                               |
| 27                       | 02/10                    | 07/10/2017               | 45                       | 45                       | 43                       | 44                       | 41                       | 38                       | 42.7                               |
| 28                       | 09/10                    | 14/10/2017               | 42                       | 43                       | 34                       | 41                       | 40                       | 37                       | 39.5                               |
| 29                       | 16/10                    | 21/10/2017               | 45                       | 46                       | 39                       | 49                       | 50                       | 30                       | 43.2                               |
| Середній рейтинг серіалу | Середній рейтинг серіалу | Середній рейтинг серіалу | Середній рейтинг серіалу | Середній рейтинг серіалу | Середній рейтинг серіалу | Середній рейтинг серіалу | Середній рейтинг серіалу | Середній рейтинг серіалу | 35.66                              |

## Нагороди та номінації
| Рік  | Нагорода                          | Категорія                               | Номінанти                        | Результат |
| ---- | --------------------------------- | --------------------------------------- | -------------------------------- | --------- |
| 2017 | BreakTudo Awards                  | Найкраща акторка                        | Жуліана Паес                     | Перемога  |
| 2017 | BreakTudo Awards                  | Найкраща акторка                        | Паола Олівейра                   | Номінація |
| 2017 | BreakTudo Awards                  | Найкращий актор                         | Фіук                             | Номінація |
| 2017 | BreakTudo Awards                  | Найкращий актор                         | Родріго Ломбарді                 | Номінація |
| 2017 | Troféu APCA                       | Найкращий серіал                        | Глорія Перез                     | Перемога  |
| 2017 | Troféu APCA                       | Найкращий режисер                       | Педро Васконселос, Рожеріо Гомеш | Номінація |
| 2017 | Troféu APCA                       | Найкраща акторка                        | Керол Дуарте                     | Номінація |
| 2017 | Troféu APCA                       | Найкраща акторка                        | Елізанджела                      | Номінація |
| 2017 | Troféu APCA                       | Найкраща акторка                        | Жуліана Паес                     | Перемога  |
| 2017 | Troféu APCA                       | Найкраща акторка                        | Паола Олівейра                   | Номінація |
| 2017 | Troféu APCA                       | Найкращий актор                         | Тоніко Перейра                   | Номінація |
| 2017 | Melhores do Ano                   | Найкраща акторка                        | Паола Олівейра                   | Перемога  |
| 2017 | Melhores do Ano                   | Найкраща акторка                        | Жуліана Паес                     | Номінація |
| 2017 | Melhores do Ano                   | Найкращий актор                         | Марко Пігоссі                    | Перемога  |
| 2017 | Melhores do Ano                   | Найкращий актор                         | Родріго Ломбарді                 | Номінація |
| 2017 | Melhores do Ano                   | Найкраща акторка другого плану          | Елізанджела                      | Номінація |
| 2017 | Melhores do Ano                   | Найкраща акторка другого плану          | Зезе Полесса                     | Номінація |
| 2017 | Melhores do Ano                   | Найкраща акторка другого плану          | Дебора Фалабелла                 | Перемога  |
| 2017 | Melhores do Ano                   | Найкращий актор другого плану           | Еміліу Дантас                    | Перемога  |
| 2017 | Melhores do Ano                   | Найкращий актор другого плану           | Ден Стулбак                      | Номінація |
| 2017 | Melhores do Ano                   | Найкраща молода акторка                 | Карла Кареніна                   | Номінація |
| 2017 | Melhores do Ano                   | Найкраща молода акторка                 | Керол Дуарте                     | Перемога  |
| 2017 | Melhores do Ano                   | Найкращий молодий актор                 | Сілверо Перейра                  | Номінація |
| 2017 | Melhores do Ano                   | Найкращий молодий актор                 | Джонатан Азеведу                 | Перемога  |
| 2017 | Melhores do Ano                   | Персонаж року                           | Сільвана (Лілія Кабрал)          | Перемога  |
| 2017 | Melhores do Ano                   | Персонаж року                           | Еуріко (Умберто Мартінс)         | Номінація |
| 2017 | Melhores do Ano                   | Персонаж року                           | Абель (Тоніко Перейра)           | Номінація |
| 2017 | Melhores do Ano                   | Найкращий дитячий актор / акторка       | Жуан Браво                       | Перемога  |
| 2017 | Melhores do Ano                   | Найкращий дитячий актор / акторка       | Дріко Алвес                      | Номінація |
| 2017 | Prêmio Extra de Televisão         | Найкращий серіал                        | Глорія Перез                     | Перемога  |
| 2017 | Prêmio Extra de Televisão         | Найкраща акторка                        | Жуліана Паес                     | Перемога  |
| 2017 | Prêmio Extra de Televisão         | Найкраща акторка                        | Паола Олівейра                   | Номінація |
| 2017 | Prêmio Extra de Televisão         | Найкращий актор                         | Еміліу Дантас                    | Перемога  |
| 2017 | Prêmio Extra de Televisão         | Найкращий актор другого плану           | Ден Стулбак                      | Номінація |
| 2017 | Prêmio Extra de Televisão         | Найкраща акторка другого плану          | Елізанджела                      | Перемога  |
| 2017 | Prêmio Extra de Televisão         | Найкраща молода акторка                 | Керол Дуарте                     | Перемога  |
| 2017 | Prêmio Extra de Televisão         | Найкращий молодий актор                 | Сілверо Перейра                  | Перемога  |
| 2017 | Prêmio Extra de Televisão         | Найкращий дитячий актор / акторка       | Жуан Браво                       | Перемога  |
| 2017 | Prêmio Extra de Televisão         | Тема серіалу                            | «Olha a Explosão», MC Kevinho    | Номінація |
| 2017 | Prêmio Jovem Brasileiro           | Найкраща молода акторка                 | Ізіс Вальверде                   | Перемога  |
| 2017 | Prêmio Jovem Brasileiro           | Найкращий молодий актор                 | Фіук                             | Перемога  |
| 2017 | Troféu ISTOÉ — Brasileiros do Ano | Телебачення                             | Ізіс Вальверде                   | Перемога  |
| 2017 | Troféu ISTOÉ — Brasileiros do Ano | Телебачення                             | Жуліана Паес                     | Перемога  |
| 2017 | Prêmio F5                         | Найкращий серіал                        | Глорія Перез                     | Перемога  |
| 2017 | Prêmio F5                         | Найкраща акторка                        | Жуліана Паес                     | Перемога  |
| 2017 | Prêmio F5                         | Найкраща акторка                        | Паола Олівейра                   | Номінація |
| 2017 | Prêmio F5                         | Найкращий актор                         | Еміліу Дантас                    | Номінація |
| 2017 | Prêmio F5                         | Найкращий актор                         | Марко Пігоссі                    | Перемога  |
| 2017 | Prêmio F5                         | Відкриття року                          | Керол Дуарте                     | Перемога  |
| 2017 | Prêmio F5                         | Відкриття року                          | Джонатан Азеведу                 | Номінація |
| 2017 | Prêmio Contigo! Online            | Найкращий серіал                        | Глорія Перез                     | Перемога  |
| 2017 | Prêmio Contigo! Online            | Найкраща акторка                        | Жуліана Паес                     | Перемога  |
| 2017 | Prêmio Contigo! Online            | Найкраща акторка                        | Паола Олівейра                   | Номінація |
| 2017 | Prêmio Contigo! Online            | Найкраща акторка                        | Ізіс Вальверде                   | Номінація |
| 2017 | Prêmio Contigo! Online            | Найкращий актор                         | Марко Пігоссі                    | Перемога  |
| 2017 | Prêmio Contigo! Online            | Найкращий актор                         | Еміліу Дантас                    | Номінація |
| 2017 | Prêmio Contigo! Online            | Найкраща акторка другого плану          | Дебора Фалабелла                 | Номінація |
| 2017 | Prêmio Contigo! Online            | Найкраща акторка другого плану          | Елізанджела                      | Номінація |
| 2017 | Prêmio Contigo! Online            | Найкраща акторка другого плану          | Марія Фернанда Кандідо           | Номінація |
| 2017 | Prêmio Contigo! Online            | Найкращий актор другого плану           | Умберто Мартінс                  | Перемога  |
| 2017 | Prêmio Contigo! Online            | Найкращий актор другого плану           | Тоніко Перейра                   | Номінація |
| 2017 | Prêmio Contigo! Online            | Найкраща молода акторка                 | Керол Дуарте                     | Перемога  |
| 2017 | Prêmio Contigo! Online            | Найкращий молодий актор                 | Джонатан Азеведу                 | Перемога  |
| 2017 | Prêmio Contigo! Online            | Найкращий молодий актор                 | Сілверо Перейра                  | Номінація |
| 2017 | Prêmio Contigo! Online            | Найкращий дитячий актор / акторка       | Жуан Браво                       | Номінація |
| 2017 | Prêmio Contigo! Online            | Найкращий дитячий актор / акторка       | Дріко Алвес                      | Номінація |
| 2017 | Melhores do Ano NaTelinha         | Найкращий серіал                        | Глорія Перез                     | Перемога  |
| 2017 | Melhores do Ano NaTelinha         | Найкраща акторка                        | Жуліана Паес                     | Перемога  |
| 2017 | Melhores do Ano NaTelinha         | Найкраща акторка                        | Паола Олівейра                   | Номінація |
| 2017 | Melhores do Ano NaTelinha         | Найкращий актор                         | Еміліу Дантас                    | Перемога  |
| 2017 | Melhores do Ano NaTelinha         | Найкращий актор                         | Родріго Ломбарді                 | Номінація |
| 2017 | Melhores do Ano NaTelinha         | Найкращий злодій / злодійка             | Ірен (Дебора Фалабелла)          | Перемога  |
| 2017 | Melhores do Ano NaTelinha         | Найкращий актор / акторка другого плану | Елізанджела                      | Перемога  |
| 2017 | Melhores do Ano NaTelinha         | Найкращий актор / акторка другого плану | Зезе Полесса                     | Номінація |
| 2017 | Melhores do Ano NaTelinha         | Найкращий молодий актор / акторка       | Керол Дуарте                     | Перемога  |
| 2017 | Melhores do Ano NaTelinha         | Найкращий молодий актор / акторка       | Сілверо Перейра                  | Номінація |
| 2017 | Melhores do Ano NaTelinha         | Спеціальна категорія                    | Глорія Перез                     | Перемога  |
| 2017 | Troféu UOL TV e Famosos           | Найкращий серіал                        | Глорія Перез                     | Перемога  |
| 2017 | Troféu UOL TV e Famosos           | Найкраща акторка                        | Керол Дуарте                     | Номінація |
| 2017 | Troféu UOL TV e Famosos           | Найкраща акторка                        | Елізанджела                      | Номінація |
| 2017 | Troféu UOL TV e Famosos           | Найкраща акторка                        | Ізіс Вальверде                   | Номінація |
| 2017 | Troféu UOL TV e Famosos           | Найкраща акторка                        | Жуліана Паес                     | Номінація |
| 2017 | Troféu UOL TV e Famosos           | Найкраща акторка                        | Лілія Кабрал                     | Номінація |
| 2017 | Troféu UOL TV e Famosos           | Найкраща акторка                        | Марія Фернанда Кандідо           | Номінація |
| 2017 | Troféu UOL TV e Famosos           | Найкраща акторка                        | Паола Олівейра                   | Перемога  |
| 2017 | Troféu UOL TV e Famosos           | Найкращий актор                         | Марко Пігоссі                    | Перемога  |
| 2017 | Troféu UOL TV e Famosos           | Телевізійне відкриття                   | Жуан Браво                       | Номінація |
| 2017 | Troféu UOL TV e Famosos           | Телевізійне відкриття                   | Сілверо Перейра                  | Номінація |
| 2017 | Prêmio Notíciasdetv.com           | Найкращий серіал                        | Глорія Перез                     | Перемога  |
| 2017 | Prêmio Notíciasdetv.com           | Найкраща акторка                        | Жуліана Паес                     | Перемога  |
| 2017 | Prêmio Notíciasdetv.com           | Найкраща акторка                        | Паола Олівейра                   | Номінація |
| 2017 | Prêmio Notíciasdetv.com           | Найкращий актор                         | Родріго Ломбарді                 | Перемога  |
| 2017 | Prêmio Notíciasdetv.com           | Найкраща злодійка                       | Дебора Фалабелла                 | Перемога  |
| 2017 | Prêmio Notíciasdetv.com           | Найкращий злодійк                       | Еміліу Дантас                    | Перемога  |
| 2017 | Prêmio Notíciasdetv.com           | Найкраща акторка другого плану          | Марія Фернанда Кандідо           | Номінація |
| 2017 | Prêmio Notíciasdetv.com           | Найкраща комедійна акторка              | Зезе Полесса                     | Перемога  |
| 2017 | Prêmio Notíciasdetv.com           | Найкраща молода акторка                 | Жуліана Паїва                    | Перемога  |
| 2017 | Prêmio Notíciasdetv.com           | Найкраща молода акторка                 | Керол Дуарте                     | Перемога  |
| 2017 | Prêmio Notíciasdetv.com           | Найкращий молодий актор                 | Сілверо Перейра                  | Перемога  |
| 2017 | Prêmio Notíciasdetv.com           | Найкраща дитяча акторка                 | Антониетта Уеб                   | Номінація |
| 2017 | Prêmio Notíciasdetv.com           | Найкращий дитячий актор                 | Дріко Алвес                      | Номінація |
| 2017 | Prêmio Notíciasdetv.com           | Найкращий дитячий актор                 | Жуан Браво                       | Перемога  |
| 2017 | Prêmio Notíciasdetv.com           | Найкраща акторка у спеціальному фільмі  | Бетті Фаріа                      | Перемога  |
| 2017 | Prêmio Notíciasdetv.com           | Найкращий актор у спеціальному фільмі   | Отон Баштуш                      | Перемога  |
| 2017 | Prêmio Notíciasdetv.com           | Тема серіалу                            | «O Quereres», Каетано Велозо     | Перемога  |
| 2018 | Prêmio TV Foco                    | Найкращий серіал                        | Глорія Перез                     | Перемога  |
| 2018 | Prêmio TV Foco                    | Найкращий автор                         | Глорія Перез                     | Перемога  |
| 2018 | Prêmio TV Foco                    | Найкращий актор                         | Еміліу Дантас                    | Перемога  |
| 2018 | Prêmio TV Foco                    | Найкращий актор                         | Марко Пігоссі                    | Номінація |
| 2018 | Prêmio TV Foco                    | Найкраща акторка                        | Ізіс Вальверде                   | Номінація |
| 2018 | Prêmio TV Foco                    | Найкраща акторка                        | Жуліана Паес                     | Перемога  |
| 2018 | Prêmio TV Foco                    | Найкраща акторка                        | Лілія Кабрал                     | Номінація |
| 2018 | Prêmio TV Foco                    | Найкраща акторка                        | Паола Олівейра                   | Номінація |
| 2018 | Prêmio TV Foco                    | Найкращий молодий актор / акторка       | Керол Дуарте                     | Перемога  |
| 2018 | Prêmio TV Foco                    | Найкращий молодий актор / акторка       | Джонатан Азеведу                 | Номінація |
| 2018 | Prêmio TV Foco                    | Найкращий молодий актор / акторка       | Сілверо Перейра                  | Номінація |
| 2018 | Prêmio TV Foco                    | Найкращий дитячий актор / акторка       | Дріко Алвес                      | Номінація |
| 2018 | Prêmio TV Foco                    | Найкращий дитячий актор / акторка       | Жуан Браво                       | Номінація |
| 2018 | Troféu Imprensa                   | Найкращий серіал                        | Глорія Перез                     | Перемога  |
| 2018 | Troféu Imprensa                   | Найкраща акторка                        | Жуліана Паес                     | Перемога  |
| 2018 | Troféu Imprensa                   | Найкраща акторка                        | Паола Олівейра                   | Номінація |
| 2018 | Troféu Imprensa                   | Найкращий актор                         | Марко Пігоссі                    | Перемога  |
| 2018 | Troféu Imprensa                   | Найкращий актор                         | Родріго Ломбарді                 | Номінація |
| 2018 | Troféu Internet                   | Найкращий серіал                        | Глорія Перез                     | Перемога  |
| 2018 | Troféu Internet                   | Найкращий актор                         | Родріго Ломбарді                 | Перемога  |
| 2018 | Troféu Internet                   | Найкращий актор                         | Еміліу Дантас                    | Номінація |
| 2018 | Troféu Internet                   | Найкращий актор                         | Умберто Мартінс                  | Номінація |
| 2018 | Troféu Internet                   | Найкращий актор                         | Марко Пігоссі                    | Номінація |
| 2018 | Troféu Internet                   | Найкращий актор                         | Фіук                             | Номінація |
| 2018 | Troféu Internet                   | Найкраща акторка                        | Жуліана Паес                     | Перемога  |
| 2018 | Troféu Internet                   | Найкраща акторка                        | Паола Олівейра                   | Номінація |
| 2018 | Troféu Internet                   | Найкраща акторка                        | Лілія Кабрал                     | Номінація |
| 2018 | Troféu Internet                   | Найкраща акторка                        | Ізіс Вальверде                   | Номінація |
| 2018 | Prêmio Geração Glamour            | Найкраща молода акторка                 | Керол Дуарте                     | Перемога  |